# Округ Калберсон (Тексас)
Округ Калберсон (енгл. Culberson County) је округ у америчкој савезној држави Тексас. По попису из 2010. године број становника је 2.398.

## Демографија
Према попису становништва из 2010. у округу је живело 2.398 становника, што је 577 (19,4%) становника мање него 2000. године.
| Група             | 2000.         | 2010.         |
| Белци             | 733 (24,6%)   | 504 (21,0%)   |
| Афроамериканци    | 21 (0,7%)     | 15 (0,6%)     |
| Азијати           | 17 (0,6%)     | 24 (1,0%)     |
| Хиспаноамериканци | 2.149 (72,2%) | 1.827 (76,2%) |
| Укупно            | 2.975         | 2.398         |